# DDR-Oberliga 1963/64 (Badminton)
Die DDR-Oberliga im Badminton war in der Saison 1963/1964 die höchste Mannschaftsspielklasse der in der DDR Federball genannten Sportart. Es war die fünfte Austragung dieser Mannschaftsmeisterschaft.

## Ergebnisse
Aktivist Tröbitz – Dynamo Freiberg 11:0
8. September 1963
Aktivist Tröbitz – Motor Zittau 10:1
15. September 1963
Aktivist Tröbitz – SG Gittersee 11:0
19. Oktober 1963
Aktivist Tröbitz – Einheit Gotha 10:1
3. November 1963
Aktivist Tröbitz – Motor Ifa Karl-Marx-Stadt 11:0
10. November 1963
Aktivist Tröbitz – Motor Zittau 8:3
17. November 1963
Aktivist Tröbitz – Dynamo Freiberg 11:0
1. Dezember 1963
Aktivist Tröbitz – SG Gittersee 11:0
26. Januar 1964
Aktivist Tröbitz – Einheit Gotha 11:0
2. Februar 1964
Aktivist Tröbitz – Motor Ifa Karl-Marx-Stadt 5:6
22. März 1964
Aktivist Tröbitz – EBT Berlin 11:0
11. April 1964 Halle
Aktivist Tröbitz – Post Berlin 8:3
11. April 1964 Halle
Aktivist Tröbitz – Motor Ifa Karl-Marx-Stadt 10:1
12. April 1964 Halle

## Endstand
| Platz   | Mannschaft |
| ------- | --- |
| 1.      | Aktivist Tröbitz (Gottfried Seemann, Gerolf Seemann, Erich Wilde, Klaus Katzor, Annemarie Fritzsche, Rita Gerschner)                                               |
| 2.      | Post Berlin (Klaus Basdorf, Hartmut Münch, Günter Beier, Detlef Paul, Lorenz, Werner Zock, Ruth Preuß, Jutta Benzmann, Gisela Müller, Gitte Standfuß)              |
| 3.      | Motor IFA Karl-Marx-Stadt (Joachim Schimpke, Jörg Richter, Peter Richter, Harald Richter, Klaus Eidam, A. Lein, Elke Lein, Doris Hampel, Annemarie Bendig)         |
| 4.      | EBT Berlin |
| 5. / 6. | HSG DHfK Leipzig (Norbert Skonetzki, Bernd Hachmeister, Gerd Börnert, Volker Herbst, Lutz Müller, Beate Herbst, Karin Hausmann, Brigitte Rudolph, Marianne Döhler) |
| 5. / 6. | Motor Zittau |
| 7. / 8. | Chemie Piesteritz |
| 7. / 8. | Einheit Gotha |
| 9.      | SG Gittersee |
| 10.     | Dynamo Freiberg |
| 11.     | Turbine Spremberg |
| 12.     | Einheit Greifswald |